# Cryoturris cerinella
Cryoturris cerinella är en snäckart som först beskrevs av Dall 1889.  Cryoturris cerinella ingår i släktet Cryoturris och familjen kägelsnäckor. Inga underarter finns listade i Catalogue of Life.